# Camsa

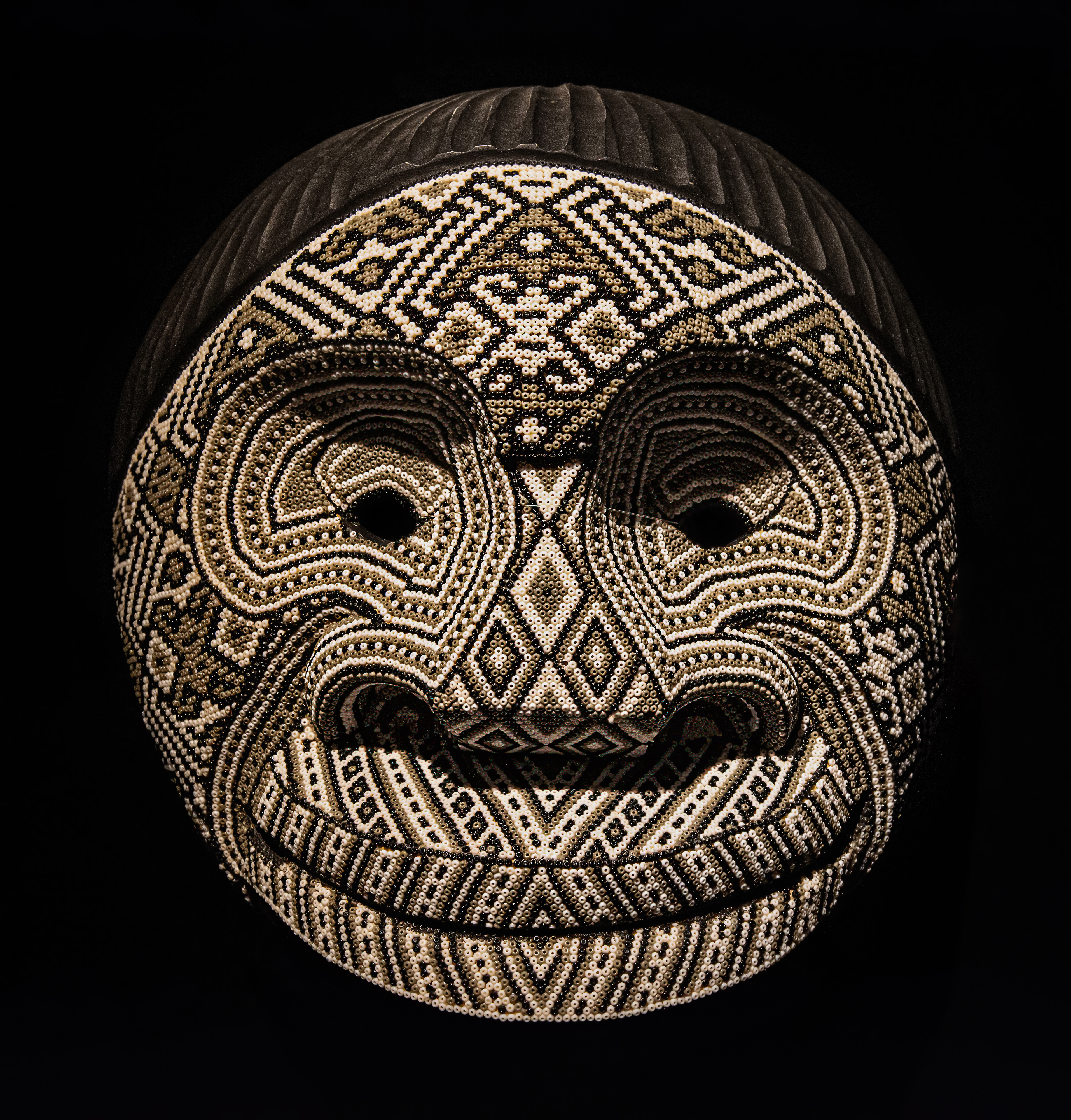
Maschera utilizzata nel rituale popolare Camsa sugli indigeni Chaquiras della Colombia.

I Camsa (o anche Kamsa, Kamsá) sono un gruppo etnico della Colombia, con una popolazione stimata di circa 4022 persone. Questo gruppo etnico è per la maggior parte di fede animista e parla la lingua Camsa (codice ISO 639: KBH).
Vivono nella valle di Sibundoy, nel Dipartimento di Putumayo.